# Casa Dragonului
Casa Dragonului (în engleză: House of the Dragon) este un serial de televiziune fantastic produs de HBO. Scenariul a fost scris de Ryan Condal, George R. R. Martin și Miguel Sapochnik, iar acțiunea este bazată pe romanele Cântec de gheață și foc scrise de George R. R. Martin. Casa Dragonului este un prequel al serialului Urzeala tronurilor bazat pe aceeași serie de romane. Casa Dragonului a avut premiera pe 21 august 2022. Primul sezon este format din zece episoade.
Debutul serialului a adus cea mai mare audiență pentru un serial difuzat de HBO - aproape 10 milioane de telespectatori în fața micilor ecrane din Statele Unite. După succesul primului episod, HBO a anunțat că serialul va avea și un sezon secund.

## Sinopsis
Acțiunea se desfășoară cu aproximativ 200 de ani înainte de evenimentele din Urzeala tronurilor și cu 172 de ani înainte de nașterea lui Daenerys Targaryen. Evenimentele se petrec în Casa Targaryen și descriu lupta pentru succesiune cunoscută ca „Dansul Dragonilor”. Succesiunea pentru tronul de fier este disputată între Rhaenyra Targaryen, fiica regelui Viserys Targaryen, interpretată de Emma d'Arcy și Daemon Targaryen, fratele regelui Viserys Targaryen, interpretat de Matt Smith.

## Distribuție și personaje
Casa Targaryen
- Paddy Considine - regele Viserys I Targaryen, regele celor șapte regate.
- Emma D'Arcy - Prințesa Rhaenyra Targaryen, fiica cea mare a lui Viserys I.
  - Milly Alcock - tânăra Rhaenyra Targaryen.
- Matt Smith - Prințul Daemon Targaryen, fratele mai mic al lui Viserys I.
- Eve Best - Prințesa Rhaenys Targaryen, verișoara regelui Viserys I și soția lordului Corlys Velaryon.

Casa Velaryon
- Steve Toussaint - Lord Corlys Velaryon, Lordul Mareelor și soțul Prințesei Rhaenys Targaryen.
- John Macmillan - Ser Laenor Velaryon, fiul lordului Corlys și al Prințesei Rhaenys.
  - Theo Nate - tânărul Laenor Velaryon.
- Savannah Steyn - Lady Laena Velaryon, fiica lordului Corlys și a prințesei Rhaenys.
- Wil Johnson - Lord Vaemond Velaryon, fratele mai mic al lordului Corlys și comandantul flotei Velaryon.

Casa Hightower
- Rhys Ifans - Ser Otto Hightower, mâna regelui și tatăl lui Alicent.
- Olivia Cooke - Alicent Hightower.
  - Emily Carey - tânăra Alicent Hightower.

Casa Lannister
- Jefferson Hall - Lord Jason Lannister, Lordul Casterly Rock.

Casa Strong
- Gavin Spokes - lordul Lyonel Strong, Lordul Harrenhal și Consilierul Edictului la Viserys I.
- Ryan Corr - Ser Harwin Strong, fiul cel mare al lordului Lyonel Strong.
- Matthew Needham - lordul Larys Strong, fiul cel mic al lui Lyonel Strong.

Alții
- Sonoya Mizuno - Mysaria, o aliată a Prințului Daemon Targaryen.
- Fabien Frankel - Ser Criston Cole, lordul comandant al gărzii regale a lui Viserys I.
- Graham McTavish - Ser Harrold Westerling, lordul comandant al gărzii regale al lui Viserys I.
- David Horovitch - Marele Maester Mellos.
- Bill Paterson - lordul Lyman Beesbury, consilier al lui Viserys I.

## Episoade

### Sezonul 1 (2022)
| Nr. | Titlu                     | Regizat de         | Scris de                   | Data difuzării     | SUA telespectatori (milioane) |
| --- | ------------------------- | ------------------ | -------------------------- | ------------------ | ----------------------------- |
| 1   | „Moștenitorii dragonului” | Miguel Sapochnik   | Ryan Condal                | 21 august 2022     | 2,17                          |
| 2   | „Prințul vrăjmaș”         | Greg Yaitanes      | Ryan Condal                | 28 august 2022     | 2,26                          |
| 3   | „Al Doilea pe Numele Lui” | Greg Yaitanes      | Gabe Fonseca & Ryan Condal | 4 septembrie 2022  | 1,75                          |
| 4   | „Regele Mării Înguste”    | Clare Kilner       | Ira Parker                 | 11 septembrie 2022 | 1,81                          |
| 5   | „Luminăm calea”           | Clare Kilner       | Charmaine DeGraté          | 18 septembrie 2022 | 1,83                          |
| 6   | „Prințesa și regina”      | Miguel Sapochnik   | Sara Hess                  | 25 septembrie 2022 | 1,86                          |
| 7   | „Driftmark”               | Miguel Sapochnik   | Kevin Lau                  | 2 octombrie 2022   | 1,88                          |
| 8   | „Stăpânul Valurilor”      | Geeta Vasant Patel | Eileen Shim                | 9 octombrie 2022   | 1,73                          |
| 9   | „Consiliul verde”         | Clare Kilner       | Sara Hess                  | 16 octombrie 2022  | 1,56                          |
| 10  | „Regina în negru”         | Greg Yaitanes      | Ryan Condal                | 23 octombrie 2022  | 1,85                          |

### Sezonul 2 (2024)
| Nr. în serial | Nr. în sezon | Titlu                         | Regizat de         | Scris de      | Data difuzării |
| ------------- | ------------ | ----------------------------- | ------------------ | ------------- | -------------- |
| 11            | 1            | „Un fiu pentru un fiu”        | Alan Taylor        | Ryan Condal   | 16 iunie 2024  |
| 12            | 2            | „Rhaenyra Cea Nemiloasă”      | Clare Kilner       | Sara Hess     | 23 iunie 2024  |
| 13            | 3            | „Moara Arsă”                  | Geeta Vasant Patel | David Hancock | 30 iunie 2024  |
| 14            | 4            | „Dragonul Roșu și cel Auriu”  | Alan Taylor        | Ryan Condal   | 7 iulie 2024   |
| 15            | 5            | „Regent”                      | Clare Kilner       | Ti Mikkel     | 14 iulie 2024  |
| 16            | 6            | „Oameni simpli”               | Andrij Parekh      | Eileen Shim   | 21 iulie 2024  |
| 17            | 7            | „The Red Sowing”              | Loni Peristere     | David Hancock | 28 iulie 2024  |
| 18            | 8            | „Regina care a fost vreodată” | Geeta Vasant Patel | Sara Hess     | 4 august 2024  |